# Club Atlético Grau
Maillots
Actualités
Le Club Atlético Grau est un club péruvien de football situé à Piura. 

## Histoire
Fondé le 5 juin 1919 sous le nom de Club Miguel Grau, le club reprend le nom d'un célèbre amiral de la marine péruvienne, héros de la Guerre du Pacifique opposant le Pérou au Chili de 1879 à 1884.
Invité à participer à l'édition 1966 du championnat du Pérou, le club – qui a entretemps changé de nom pour adopter son appellation actuelle d'Atlético Grau – s'y maintient jusqu'en 1970, saison au bout de laquelle il est relégué. C'est précisément dans les années 1960 qu'il obtient ses meilleurs résultats au sein de l'élite (6e place en 1966, 1967 et 1969).
En gagnant la Copa Perú en 1972, il revient en D1 et y reste jusqu'à l'édition 1975. Un peu plus de dix ans plus tard, le club remonte à nouveau et joue au plus haut niveau de 1986 à 1991, année où il disparaît définitivement de l'élite.
Présent en Copa Perú depuis les années 1990, l'Atlético Grau parvient à remonter en deuxième division en 2017, compétition qu'il joue pour la première fois l'année suivante. En 2019, le club remporte la Copa Bicentenario, nouveau tournoi créé par la Fédération péruvienne de football, qui plus est l'année de son centenaire. Celle-ci s'avère faste pour le club dans la mesure où il parvient à remonter en 1re division après 28 ans d'absence à ce niveau. Dans la foulée de cette année exceptionnelle, Los Albos remportent en janvier 2020 la 1re édition de la Supercoupe du Pérou, en écrasant le champion du Pérou en titre, le Deportivo Binacional, par trois buts à zéro. Néanmoins, l'année 2020 est beaucoup moins radieuse pour l'Atlético Grau qui fait un passage éclair au sein de l'élite et se retrouve à nouveau en D2 dès 2021. Mais son séjour en 2e division est de courte durée puisque le club remonte en 2022 en D1 à la faveur de sa victoire 2-1 sur le Sport Chavelines Jr. en finale du championnat de D2, compétition qu'il remporte pour la première fois.

## Résultats sportifs

### Palmarès
| Compétitions nationales | Compétitions régionales |
| - Championnat du Pérou D2 (1) : - Champion : 2021. - Supercoupe du Pérou (1) : - Vainqueur : 2020. - Copa Bicentenario (1) : - Vainqueur : 2019. - Copa Perú (1) : - Vainqueur : 1972. - Finaliste : 1982, 2002 et 2017. - Torneo Apertura (1) : - Vainqueur : 1969. | - Ligue de la région de Piura (13) : - Vainqueur : 1971, 1981, 1982, 1983, 1997, 2000, 2001, 2002, 2003, 2009, 2010, 2016 et 2017. |

### Bilan et records
- Saisons au sein du championnat du Pérou : 19 (1966-1970 / 1972-1975 / 1986-1991 / 2020 / 2022-).
- Saisons au sein du championnat du Pérou D2 : 3 (2018-2019 / 2021).
- Participations en compétitions internationales : 1 
  - Copa Sudamericana 2020 : 1er tour.
- Plus large victoire obtenue en compétition officielle à domicile : Atlético Grau 16:1 Municipal de Huancabamba (Copa Perú 2013)[12].

## Structures du club

### Estadio Miguel Grau
Le stade Miguel Grau de Piura est inauguré le 8 juin 1958 puis remodelé en 2004 à l'occasion de la Copa América 2004. Il a également accueilli sept matchs de la Coupe du monde de football des moins de 17 ans 2005.
Initialement doté de 10 000 places, il en possède désormais 25 000 depuis sa rénovation. L'Alianza Atlético y siège occasionnellement.

## Personnalités historiques du club

### Joueurs

#### Effectif actuel (2023)
Source consultée : Fútbolperuano.com.
| N° | Nat.             | Poste | Nom du joueur     |
| -- | ---------------- | ----- | ----------------- |
|    | Drapeau du Pérou | G     | Raúl Fernández    |
|    | Drapeau du Pérou | G     | Ronald Ruíz       |
|    | Drapeau du Pérou | D     | Eduardo Caballero |
|    | Drapeau du Pérou | D     | Jeremy Rostaing   |
|    | Drapeau du Pérou | D     | Álvaro Ampuero    |
|    | Drapeau du Pérou | D     | Renato Rojas      |
|    | Drapeau du Pérou | D     | Alessandro Milesi |
|    | Drapeau du Pérou | D     | Eduardo Caballero |
|    | Drapeau du Pérou | D     | Jeremy Chirinos   |
|    | Drapeau du Pérou | D     | Manuel Tejada     |
|    | Drapeau du Pérou | M     | Axel Moyano       |
|    | Drapeau du Pérou | M     | Luis Álvarez      |

| No. | Nat.                   | Position | Nom du joueur     |
| --- | ---------------------- | -------- | ----------------- |
|     | Drapeau du Pérou       | M        | Piero Vivanco     |
|     | Drapeau de l'Argentine | M        | Neri Bandiera     |
|     | Drapeau du Pérou       | M        | Elsar Rodas       |
|     | Drapeau de l'Argentine | M        | Joel López Pisano |
|     | Drapeau du Pérou       | M        | Paulo de la Cruz  |
|     | Drapeau du Pérou       | M        | Oslimg Mora       |
|     | Drapeau du Pérou       | D        | Jeremy Rostaing   |
|     | Drapeau du Pérou       | A        | Ray Sandoval      |
|     | Drapeau de l'Argentine | A        | Rodrigo Salinas   |
|     | Drapeau de l'Argentine | A        | Fernando Márquez  |
|     | Drapeau du Pérou       | A        | Franklin Godos    |
|     | Drapeau du Pérou       | A        | Nicolás Figueroa  |

#### Grands noms
- Manuel Suárez Paz (1940-2012), joueur et entraîneur, considéré comme le footballeur le plus marquant du club[14],[15].

### Entraîneurs

#### Entraîneurs marquants
Dans cette liste figurent les entraîneurs ayant remporté (ou disputé la finale d') une compétition nationale.
 Le nom de l'entraîneur finaliste de la Copa Perú 1982 est inconnu.
- Juan Honores, vainqueur du Torneo Apertura en 1969[16].
- Guillermo Quineche Gil, vainqueur de la Copa Perú en 1972[3].
- José Ramírez Cubas, finaliste de la Copa Perú en 2002[17].
- Mario Flores, finaliste de la Copa Perú en 2017[18].
- Wilmar Valencia, vainqueur de la Copa Bicentenario en 2019[19].
- Pablo Zegarra, vainqueur de la Supercoupe du Pérou en 2020.
- Jesús Oropesa, champion de deuxième division en 2021.

#### Liste des entraîneurs de l'Atlético Grau
En italique le nom des entraîneurs du Grau-Estudiantes, club issu de la fusion de l'Atlético Grau avec l'Estudiantes de Medicina de Ica en 2004. Ce nouveau club aura une courte existence puisqu'il abandonne le championnat 2004 avant son terme.
| - Ladislao Padosky (1966) - Osvaldo Pérez (1967) - Juan Honores (1967) - Juan Honores (1969-1970) - Juan Seminario (1970) - Guillermo Quineche Gil (1972) - Pedro Valdivieso (es) (1972) - Guillermo Quineche Gil (1974) - Manuel Suárez Paz (entraîneur-joueur) (1981-??) - Manuel Suárez Paz (1986-??) - José Chiarella (1997) - Jorge Zúñiga (2000) - Sabino Bártoli (2001) - Juan Carlos Murúa (2001) - José Ramírez Cubas (2002) - Luis Cruzado (2003) - Édgar Ospina (en) (2004) - Juan Cabanillas (2004) | - Roberto Martínez (2004) - Julio Peña (2004) - Javier Atoche (2008) - José Ramírez Cubas (2010) - Mario Flores (2011) - Javier Atoche (2012) - José Ramírez Cubas (2013) - Jorge Zúñiga (2013) - Fernando Ramírez (2013) - Aristóteles Ramos (2014) - Fidel Suárez (2015) - Guillermo Estévez (2016) - José Ramírez Cubas (2017) | - Mario Flores (2017-2018) - Gerardo Gutiérrez (2018) - Wilmar Valencia (2019) - Pablo Zegarra (2020) - Rafael Castillo (2020) - Javier Arce (2021) - Carlos García Mezones (intérim) (2021) - Jesús Oropesa (2021) - Gustavo Álvarez (en) (2022) - Daniel Ahmed (en) (2023) - Ángel Comizzo (2023-) |

## Culture populaire

### Popularité
L'Atlético Grau est le club le plus populaire de la ville de Piura et l'un des plus traditionnels du nord du Pérou, attirant en moyenne 10 000 spectateurs par match. Ses supporters sont organisés autour d'une association appelée Sentimiento Albo (« Sentiment Blanc » faisant référence aux couleurs du club), fondée en 2003.

### Rivalités

#### Rivalités régionales
L'Atlético Grau entretient une grande rivalité régionale avec l'Atlético Torino, de la ville de Talara, et dans une moindre mesure avec l'Alianza Atlético, de Sullana, ces trois clubs étant les plus importants de la région de Piura.

#### Derby de Piura
Le club a l'occasion de disputer des "derby" avec deux autres clubs de la ville de Piura, le Sport Liberal et le Sport Escudero, rivalités connues sous le nom de Clásicos barriales.